# Gecarcinidae
Gecarcinidae (лат.) — семейство крабов отряда десятиногих ракообразных, адаптировавшихся к жизни на суше. Как и прочие крабы, наземные крабы используют в качестве органа дыхания жабры. Особенность наземных крабов в том, что часть панциря покрывающая жабры у них вздутая и наполненная кровеносными сосудами. Эта адаптация позволяет крабам извлекать кислород из воздуха наподобие лёгких имеющихся у позвоночных. Взрослые наземные крабы обитают на суше, но они возвращаются в море для размножения. Наземные крабы всеядны. Некоторые виды являются сельскохозяйственными вредителями. У большинства видов одна из клешней крупнее другой. Обитают в тропиках.
В семейство включают следующие рода:
- Cardisoma
- Discoplax
- Epigrapsus
- Gecarcinus
- Gecarcoidea
- Johngarthia